# Mali (GPU)
Mali è una serie di Graphics Processing Unit (GPU) prodotte da ARM Holdings e date in licenza in diversi progetti ASIC per partner di ARM.

## Dettagli tecnici
Come altri embedded IP core per rendering e accelerazione 3D, le GPU Mali non includono un Video Display Controller per interfacciarsi ai monitor (come una comune scheda video per PC). Il core Mali ARM è un motore grafico 3D puro che compone le immagini nella memoria grafica e le fornisce a un altro core che si occupa della visualizzazione.

## Varianti
La serie Mali è composta da:
| Modello     | Microarchitettura | Data di lancio | Numero di Shader | Fab (nm) | Die size (mm2)                    | Core clock rate (MHz) | Max dim L2 cache | Fillrate | Fillrate | Bus width (bit) | GFLOPS (per core) | API (versione) | API (versione) | API (versione) | API (versione)   | API (versione)                    | Fused multiply–add | Impiegato nei SoCs                          | HSA/Zero-copy | Impiego           |
| Modello     | Microarchitettura | Data di lancio | Numero di Shader | Fab (nm) | Die size (mm2)                    | Core clock rate (MHz) | Max dim L2 cache | M△/s     | (GP/s)   | Bus width (bit) | GFLOPS (per core) | Vulkan         | OpenGL ES      | OpenVG         | OpenCL           | Direct3D                          | Fused multiply–add | Impiegato nei SoCs                          | HSA/Zero-copy | Impiego           |
| ----------- | ----------------- | -------------- | ---------------- | -------- | --------------------------------- | --------------------- | ---------------- | -------- | -------- | --------------- | ----------------- | -------------- | -------------- | -------------- | ---------------- | --------------------------------- | ------------------ | ------------------------------------------- | ------------- | ----------------- |
| Mali-55     | ?                 | ?              | 1                | ?        | ?                                 | ?                     | N.D.             | ?        | ?        | ?               | ?                 | N.D.           | 1.1            | 1.0            | N.D.             | N.D.                              | no                 | ?                                           | ?             | Grafica           |
| Mali-200    | Utgard            | 2007           | 1                | ?        | ?                                 | ?                     | N.D.             | ?        | ?        | ?               | ?                 | N.D.           | 2.0            | 1.1            | N.D.             | N.D.                              | no                 | ?                                           | ?             | Grafica           |
| Mali-300    | Utgard            | ?              | 1                | 40 28    | ?                                 | 500                   | 8 KiB            | 55       | 0.5      | ?               | 5                 | N.D.           | 2.0            | 1.1            | N.D.             | N.D.                              | no                 | ?                                           | ?             | Grafica           |
| Mali-400 MP | Utgard            | 2008           | 1–4              | 40 28    | ?                                 | 200–600               | 256 KiB          | 55       | 0.5      | ?               | 1.2–5.4           | N.D.           | 2.0            | 1.1            | N.D.             | N.D.                              | no                 | Allwinner A10, A20, A33, H3, A64            | ?             | Grafica           |
| Mali-450 MP | Utgard            | 2012           | 1–8              | 40 28    | ?                                 | 300–750               | 512 KiB          | 142      | 2.6      | ?               | 4.5–11.9          | N.D.           | 2.0            | 1.1            | N.D.             | N.D.                              | no                 | Amlogic S805, S802, S812, S905 Allwinner H5 | ?             | Grafica           |
| Mali-470 MP | Utgard            | 2015           | 1–4              | 40 28    | ?                                 | 250–650               | 8–256 KiB        | 71       | 0.65     | ?               | ?                 | N.D.           | 2.0            | 1.1            | N.D.             | N.D.                              | no                 | ?                                           | ?             | Grafica           |
| Mali-T604   | Midgard 1st gen   | ?              | 1–4              | 32 28    | ?                                 | 533                   | 32–256 KiB       | 90       | 0.533    | ?               | 17                | N.D.           | 3.1 + AEP      | 1.1            | Full Profile 1.1 | DirectX 11, feature level 9_3     | yes                | ?                                           | ?             | Grafica e calcolo |
| Mali-T658   | Midgard 1st gen   | ?              | 1–8              | ?        | ?                                 | ?                     | 32–256 KiB       | ?        | ?        | ?               | ?                 | N.D.           | 3.1 + AEP      | 1.1            | Full Profile 1.1 | DirectX 11, feature level 9_3     | yes                | ?                                           | ?             | Grafica e calcolo |
| Mali-T622   | Midgard 2nd gen   | ?              | 1–2              | 32 28    | ?                                 | 533                   | 32–256 KiB       | ?        | ?        | ?               | 8.5               | N.D.           | 3.1 + AEP      | 1.1            | Full Profile 1.1 | DirectX 11, feature level 9_3     | yes                | ?                                           | ?             | Grafica e calcolo |
| Mali-T624   | Midgard 2nd gen   | Aug 2012       | 1–4              | 32 28    | ?                                 | 533–600               | 32–256 KiB       | ?        | ?        | ?               | 17-19.2           | N.D.           | 3.1 + AEP      | 1.1            | Full Profile 1.1 | DirectX 11, feature level 9_3     | yes                | ?                                           | ?             | Grafica e calcolo |
| Mali-T628   | Midgard 2nd gen   | Aug 2012       | 1–8              | 32 28    | ?                                 | 533–695               | 32–256 KiB       | ?        | ?        | ?               | 17–23.7           | N.D.           | 3.1 + AEP      | 1.1            | Full Profile 1.1 | DirectX 11, feature level 9_3     | yes                | ?                                           | ?             | Grafica e calcolo |
| Mali-T678   | Midgard 2nd gen   | Aug 2012       | 1–8              | 28       | ?                                 | ?                     | 32–256 KiB       | ?        | ?        | ?               | ?                 | N.D.           | 3.1 + AEP      | 1.1            | Full Profile 1.1 | DirectX 11, feature level 9_3     | yes                | ?                                           | ?             | Grafica e calcolo |
| Mali-T720   | Midgard 3rd gen   | Oct 2013       | 1–8              | 28       | ?                                 | 400–700               | 32–256 KiB       | 650      | 5.2      | ?               | 6.8–11.9          | N.D.           | 3.1 + AEP      | 1.1            | Full Profile 1.1 | DirectX 11, feature level 9_3     | yes                | Exynos 7580, MT6735, MT6753                 | ?             | Grafica e calcolo |
| Mali-T760   | Midgard 3rd gen   | Oct 2013       | 1–16             | 28 / 14  | 1.75 mm² per shader core at 14 nm | 600–772               | 256–2048 KiB     | 1300     | 10.4     | ?               | 17–26.2           | 1.0            | 3.2            | 1.1            | Full Profile 1.1 | Direct3D 11.1, feature level 11_1 | yes                | Exynos 7420, Exynos 5433, MT6752, MT6732    | ?             | Grafica e calcolo |
| Mali-T820   | Midgard 4th gen   | Q4 2015        | 1–4              | 28       | ?                                 | 600                   | 32–256 KiB       | 400      | 2.6      | ?               | 10.2              | 1.0            | 3.2            | 1.1            | Full Profile 1.2 | Direct3D 11.1, feature level 9_3  | yes                | Amlogic S912                                | ?             | Grafica e calcolo |
| Mali-T830   | Midgard 4th gen   | Q4 2015        | 1–4              | 28       | ?                                 | 600–950               | 32–256 KiB       | 400      | 2.6      | ?               | 20.4–23.8         | 1.0            | 3.2            | 1.1            | Full Profile 1.2 | Direct3D 11.1, feature level 9_3  | yes                | Exynos 7870                                 | ?             | Grafica e calcolo |
| Mali-T860   | Midgard 4th gen   | Q4 2015        | 1–16             | 28       | ?                                 | 350–700               | 256–2048 KiB     | 1300     | 10.4     | ?               | 11.9–23.8         | 1.0            | 3.2            | 1.1            | Full Profile 1.2 | Direct3D 11.2, feature level 11_1 | yes                | Helio P10 (MT6755)                          | ?             | Grafica e calcolo |
| Mali-T880   | Midgard 4th gen   | Q2 2016        | 1–16             | 16       | ?                                 | 650–1000              | 256–2048 KiB     | 1700     | 13.6     | ?               | 22.1–34           | 1.0            | 3.2            | 1.1            | Full Profile 1.2 | Direct3D 11.2, feature level 11_1 | yes                | Exynos 8890, Helio X20 (MT6797), Kirin 950  | ?             | Grafica e calcolo |
| Mali-G51    | Bifrost           | Q4 2016        | ?                | 16 14 10 | ?                                 | ?                     | ?                | ?        | ?        | ?               | ?                 | 1.0            | 3.2            | 1.1            | Full Profile 2.0 | ?                                 | yes                |                                             | ?             | Grafica e calcolo |
| Mali-G71    | Bifrost           | Q4 2016        | 1–32             | 16 14 10 | ?                                 | 850                   | 256–2048 KiB     | 850      | 27.2     | ?               | ?                 | 1.0            | 3.2            | 1.1            | Full Profile 2.0 | Direct3D 11.0, feature level 11_2 | yes                | Kirin 960                                   | ?             | Grafica e calcolo |

## Implementazioni
Le GPU Mali e varianti sono presenti in questi system-on-a-chip (SoC):
| Nome SoC                                           | Versione Mali                   |
| -------------------------------------------------- | ------------------------------- |
| Allwinner                                          |                                 |
| Allwinner A1X (A10, A10s, A13)                     | Mali-400 MP @ 300 MHz           |
| A20, A23 and A33                                   | Mali-400 MP2 @ 350 MHz          |
| H3                                                 | Mali-400 MP2 @ 600 MHz          |
| Amlogic                                            |                                 |
| 8726-M series (8726-M1, 8726-M3, 8726-M6, 8726-MX) | Mali-400 MP/MP2 @ 250/400 MHz   |
| 8726-M8 series (M801, M802, S801, S802)            | Mali-450 MP6 @ 600 MHz          |
| 8726-M8B series (M805, S805)                       | Mali-450 MP2 @ 500 MHz          |
| S905                                               | Mali-450 MP3 @ 750 MHz          |
| S912                                               | Mali-T820 MP3 @ 600 MHz         |
| T966                                               | Mali-T830 MP2 @ 650 MHz         |
| CSR                                                |                                 |
| Quatro 5300 Series                                 | Mali-400 MP                     |
| Google                                             |                                 |
| Tensor                                             | Mali-G78 MP20                   |
| InfoTM                                             |                                 |
| iMAP×15                                            | Mali-400                        |
| iMAP×912                                           | Mali-400 MP                     |
| iMAP×820                                           | Mali-400 MP2                    |
| HiSilicon (Huawei)                                 |                                 |
| Kirin 620                                          | Mali-450 MP4                    |
| Kirin 910                                          | Mali-450 MP4                    |
| Kirin 920, 920T                                    | Mali-T624 MP4                   |
| Kirin 930, 935                                     | Mali-T628 MP4                   |
| Kirin 950, 955                                     | Mali-T880 MP4                   |
| Kirin 960                                          | Mali-G71 MP8                    |
| Kirin 970                                          | Mali-G72 MP12                   |
| Kirin 980                                          | Mali-G76 MP10                   |
| Kirin 985                                          | Mali-G77 MP8                    |
| Kirin 990                                          | Mali-G76 MP16                   |
| Kirin 9000                                         | Mali-G78 MP24                   |
| Leadcore                                           |                                 |
| LC1810, LC1811, LC1813, LC1913                     | Mali-400                        |
| MediaTek                                           |                                 |
| MTK6592 Octa & MTK6592m                            | Mali-450 MP4 @ 700 MHz          |
| MT6572                                             | Mali-400 MP @ 500 MHz           |
| MT6752                                             | Mali-T760 MP2                   |
| MT6753                                             | Mali-T720 MP4 @ 600 (Boost) MHz |
| MT6732                                             | Mali-T760                       |
| MT6797                                             | Mali T880 MP4 @ 700 MHz         |
| MT6797T                                            | Mali T880 MP4 @ 850 MHz         |
| MT6582                                             | Mali-400 MP2 @ 500 MHz          |
| MT6582M                                            | Mali-400 MP2 @ 416 MHz          |
| MT8127                                             | Mali-450 MP4                    |
| MT8735                                             | Mali-T720 MP2 @ 450 MHz         |
| NetLogic                                           |                                 |
| Au1380, Au1350                                     | Mali-200                        |
| Nufront                                            |                                 |
| NuSmart 2816                                       | Mali-400 MP                     |
| NuSmart 2816M                                      | Mali-400 MP                     |
| NuSmart 115                                        | Mali-400 MP                     |
| Rockchip                                           |                                 |
| RK2926                                             | Mali-400 MP                     |
| RK3066                                             | Mali-400 MP4                    |
| RK3188                                             | Mali-400 MP4                    |
| RK3288                                             | Mali-T760 MP4 @ 600 MHz         |
| Samsung                                            |                                 |
| S5P6450 Vega                                       | Mali-400                        |
| Exynos 2 Dual 3250                                 | Mali-400 MP2                    |
| Exynos 3 Quad 3470                                 | Mali-400 MP4                    |
| Exynos 4 Dual, Quad 4210, 4212, 4412               | Mali-400 MP4                    |
| Exynos 5 Dual 5250                                 | Mali-T604 MP4                   |
| Exynos 5 Hexa 5260                                 | Mali-T624 MP3                   |
| Exynos 5 Octa 5420, 5422, 5430, 5800               | Mali-T628 MP6                   |
| Exynos 7 Octa 7410                                 | Mali-T760 MP6                   |
| Exynos 7 Octa 7420                                 | Mali-T760 MP8                   |
| Exynos 8 Octa 8890                                 | Mali-T880 MP12                  |
| Exynos 8895                                        | Mali-G71 MP20                   |
| Exynos 9810                                        | Mali-G72 MP18                   |
| Exynos 9820, 9825                                  | Mali G76 MP12                   |
| Exynos 980                                         | Mali G76 MP5                    |
| Exynos 990                                         | Mali G77 MP11                   |
| Exynos 2100                                        | Mali G78 MP14                   |
| Socle-Tech                                         |                                 |
| Leopard-6                                          | Mali-200                        |
| Spreadtrum                                         |                                 |
| SC6815 - SC8835S                                   | Mali-400                        |
| ST-Ericsson                                        |                                 |
| NovaThor U9500, U8500, U5500                       | Mali-400 MP                     |
| STMicroelectronics                                 |                                 |
| SPEAr1340                                          | Mali-200                        |
| STi7108, STiH416                                   | Mali-400 MP                     |
| Telechips                                          |                                 |
| TCC8803, TCC8902, TCC8900, TCC9201                 | Mali-200                        |
| WonderMedia                                        |                                 |
| WM8850, WM8950                                     | Mali-400 MP                     |
| WM8880, WM8980                                     | Mali-400 MP2                    |
| WM8860                                             | Mali-450                        |